# Yilaha (köpinghuvudort i Kina, Heilongjiang Sheng, lat 48,82, long 125,16)
Yilaha (kinesiska: 伊拉哈, 伊拉哈镇) är en köpinghuvudort i Kina. Den ligger i provinsen Heilongjiang, i den nordöstra delen av landet, omkring 360 kilometer norr om provinshuvudstaden Harbin. Antalet invånare är 21 031. Befolkningen består av 10 406 kvinnor och 10 625 män. Barn under 15 år utgör 14,0 %, vuxna 15-64 år 76 %, och äldre över 65 år 8,0 %.
Runt Yilaha är det ganska tätbefolkat, med 96 invånare per kvadratkilometer. Yilaha är det största samhället i trakten. Trakten runt Yilaha består till största delen av jordbruksmark.
Genomsnittlig årsnederbörd är 797 millimeter. Den regnigaste månaden är juli, med i genomsnitt 266 mm nederbörd, och den torraste är februari, med 9 mm nederbörd.